# 钫 (器皿)

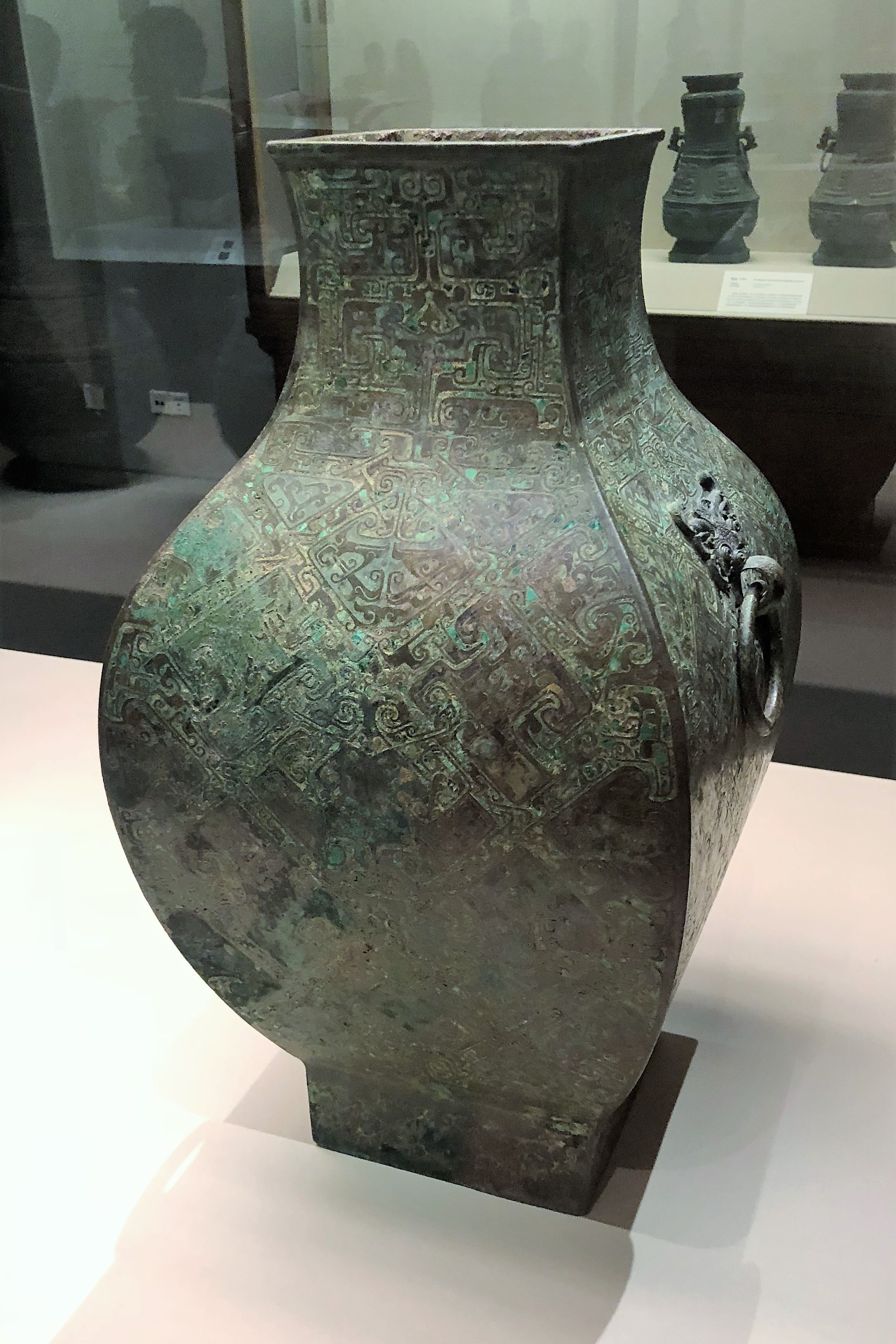
中国国家博物馆馆藏嵌孔雀石几何勾连云纹钫

钫是中国古代青铜器的器型之一，常用来做盛酒或盛水器皿。钫来源于壶，是方形的壶，始见于战国中期，到了西汉已经非常流行。